# Aenictus mentu
Aenictus mentu é uma espécie de formiga do gênero Aenictus.